# 维权诗集
《维权诗集》是一本“记载中国维权历史、特别是新世纪以来维权运动的诗集，收录了众多诗人反映人们对权利的觉悟和奋起捍卫权利的诗作”。书中描述“由于目前中国正处于专制向民主社会转型的前夜，百姓人权遭受政治践踏几乎就是中国现实的常态，因此对权利的觉悟和对人权的捍卫就是对中国专制整体的威胁与进攻”，特别是本集出版发行在北京举办奥运之前，中国政府担心诗集的流传会扰乱他们需要的和谐，为此本诗集尚在编辑过程中就如《六四诗集》一样触怒了中国当局，而在内地被下令查堵。
《维权诗集》由美国六四文化传播协会（June Fourth Heritage & Culture Association）编辑出版，主编为《六四诗集(Collection of June Fourth Poems)》主编蒋品超，策划为美国宗教自由最高奖 “2007年度约翰·李德兰宗教自由奖(ERLC’s Religious Liberty Award) ” 得主傅希秋。 编委有六四学生领袖周锋锁，陶君以及异议作家焦国标，杜导斌等。 
顾问有美国国会图书馆克鲁格人文与社会科学终身成就奖(Kluge Prize rewards lifetime achievement)得主华裔学者余英時，2007年雅虎人权案原告律师Morton Sklar，香港民主党主席何俊仁，香港《开放》杂志主编金钟，欧洲议会萨哈罗夫奖得主胡佳，美国普林斯顿中国学社执行主席、《观察》网站主编陈奎德，台湾中华大学行政管理学系助理教授、台湾教授协会法政组召集人曾建元，美国民主教育基金会前会长蒋亨兰，香港笔会前会长、香港政府文学委员会前主席、艺术发展局委员胡志伟，美国第十四大上市公司UnitedHealthCare市场部总监Amber Jia。
编顾委邀请在太石村选举事件中的中国维权人士郭飞雄任荣誉主编。
诗集由香港市民支援爱国民主运动联合会(Hong Kong Alliance In Support Of Patriotic Democratic Movements Of China)主席司徒华题写书名，由异议学者焦国标撰写序言。 内容主要由五部分组成，分别是: 民主思潮、民生思潮、维权事件、维权人物、维权历史。

## 维权诗集电子书与网络版
1. 《维权诗集》电子书由美国《民主论坛》总编洪哲胜制作：
2. 《维权诗集》网络版由大纪元报业集团与《维权诗集》编委会共同推出： （页面存档备份，存于）

## 维权诗集相关报道
1. . 美国之音. 2008-05-09  [2008-05-22]. （原始内容存档于2008-09-06） （中文（简体））.
2. . 台湾中央广播电台. 2008-04-16  [2008-05-22]. （原始内容存档于2011-07-20） （中文（繁體））.
3. . Epoch USA Inc. 2008-03-02  [2008-05-22] （中文）.
4. . 蕃薯藤. 2008-05-09  [2008-05-22] （中文（简体））.

## 书评
《亚洲周刊》江迅：维权诗三百颂扬维权运动  （页面存档备份，存于）
《明报》梁慧思：新世代私房书：维权人士血泪史 
美国自由亚洲电台：邓小桦书评《维权诗集》  （页面存档备份，存于）